# IHI (기업)
IHI(주식회사IHI, 중국어: 株式会社IHI, 구 이시카와지마 하리마 중공업, 중국어: 石川島播磨重工業株式会社)는 일본 도쿄도에 본사를 둔 일본의 공학 기업으로, 선박, 우주발사체, 항공기 엔진, 해양 디젤 엔진, 가스 터빈, 가스 기관, 철도 시스템, 자동차용 터보차저, 플랜트 엔지니어링, 산업기계류, 발전소 보일러 및 기타 시설, 현수교 및 기타 구조물을 제공한다.
IHI는 도쿄 증권거래소 섹션 1에 등재되어 있다.

## 비즈니스

### 에너지 및 자원
- 에너지 시스템
- 공정 플랜트
- 에너지 저장

### 가스 터빈
- LM2500
- LM600

### 항공기 엔진

#### 사내 개발
- 이시카와지마 Ne-20
- 이시카와지마-하리마 J3
- F3 (엔진)
- XF5
- F7 (엔진), F7-10
- XF9

#### 합동 개발
- IAE V2500
- GEnx
- GE90[2]
- CF34
- Pratt & Whitney PW1100G-JM

#### 라이선스 생산
- 제너럴 일렉트릭 T700
- 제너럴 일렉트릭 F110

#### 부품 제조
- 롤스로이스 트렌트

### 우주 제품
- GX (로켓)
- 엡실론 (로켓)
- BT-4